# Сувид
Суви́д — село в Україні, у Вишгородському районі Київської області. Розташоване на річці Десна.

## Географія
Селом протікає річка Видра, ліва притока Пульсадечі.

## Історія
Основними промислами у селі були: рибальство, полювання, збирання ягід, бортництво.
За даними на 1859 рік у казенному селі Боденки (Боденки Нові, Сувид) Остерського повіту Чернігівської губернії мешкало 833 особи (388 чоловічої статі та 445 — жіночої), налічувалось 151 дворове господарство, існувала православна церква.
Станом на 1886 у колишньому державному селі Сувид Жукинської волості мешкало 535 осіб, налічувалось 111 дворових господарств, існував постоялий будинок.
За переписом 1897 року кількість мешканців зросла до 721 особи (336 чоловічої статі та 385 — жіночої), з яких 712 — православної віри.

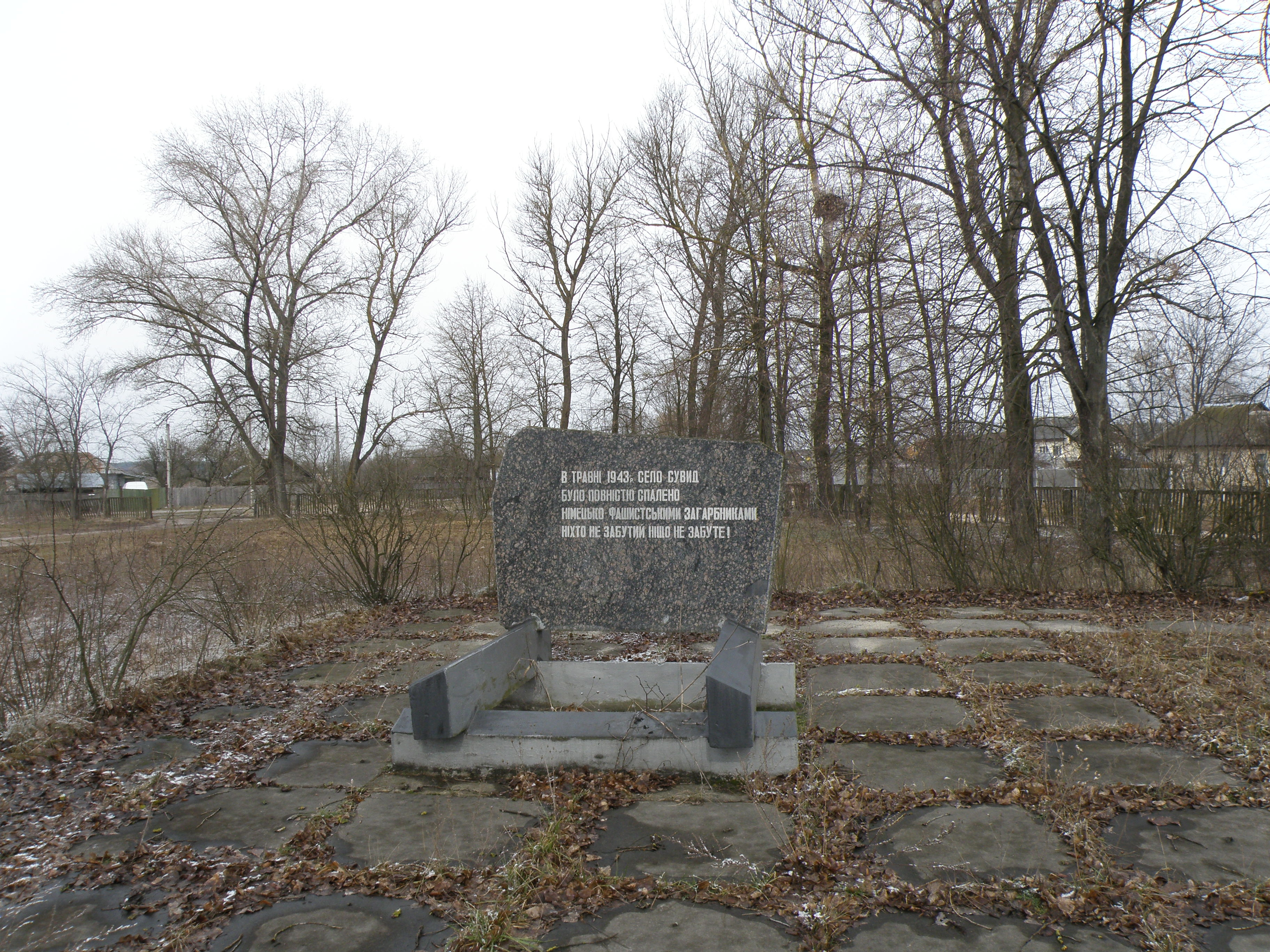
Пам'ятка про спалення села нацистами у 1943 році

Село було спалене під час Другої світової війни взимку 1943 року німецькими каральними загонами за підтримку партизанського руху. Відроджене по закінченню війни.

## Населення

### Мова
Розподіл населення за рідною мовою за даними перепису 2001 року:
| Мова       | Кількість | Відсоток |
| ---------- | --------- | -------- |
| українська | 338       | 98.54%   |
| російська  | 5         | 1.46%    |
| Усього     | 343       | 100%     |

## Відомі люди
Лупікс Яніс Модрисович (1971—2014) — молодший сержант Збройних сил України, учасник російсько-української війни.

## У літературі
Українська поетеса Ліна Костенко присвятила йому вірш «Су́вид»

## Пам'ятки
Орнітологічний заказник загальнодержавного значення Журавлиний.

## Галерея

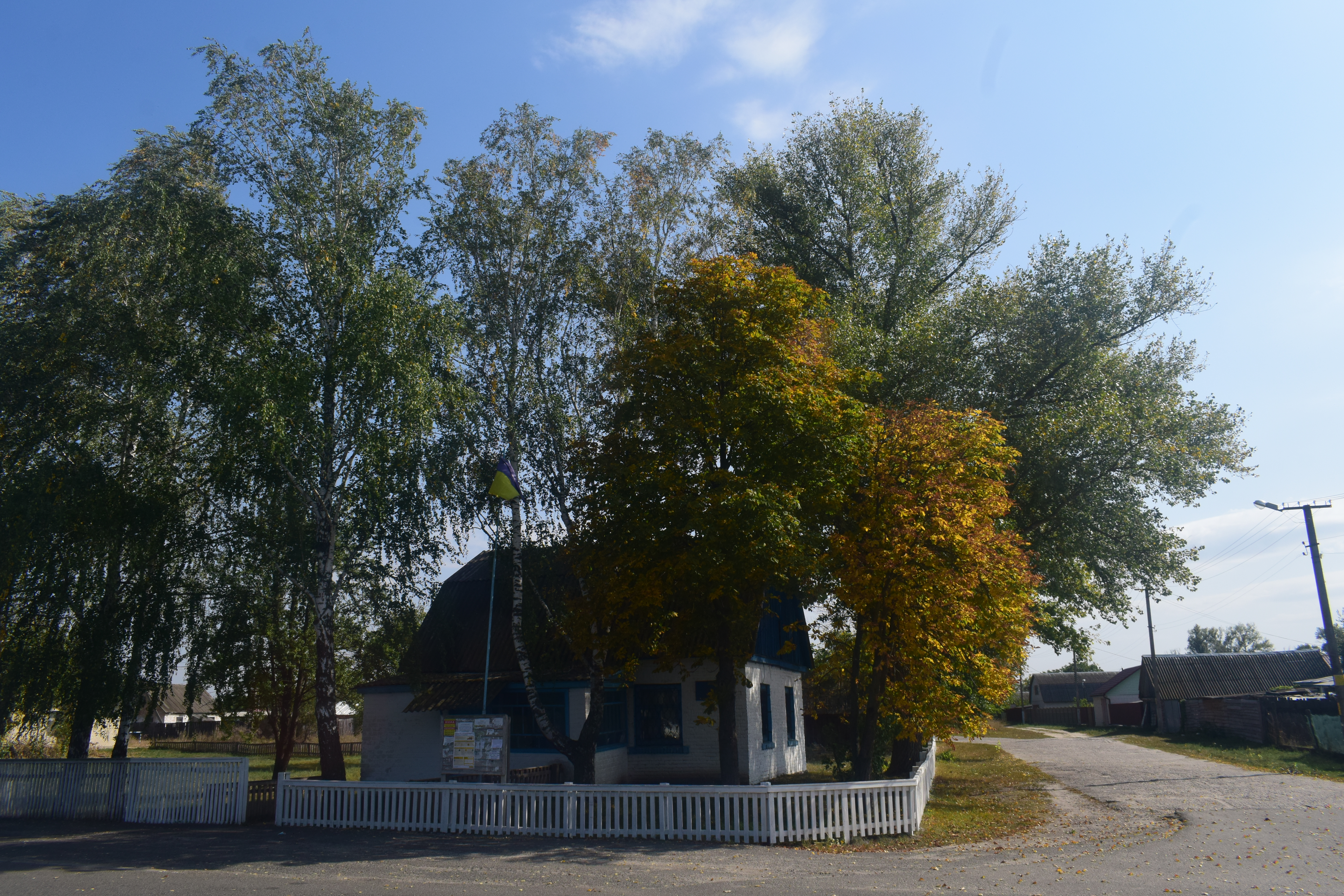
Сувидська сільрада
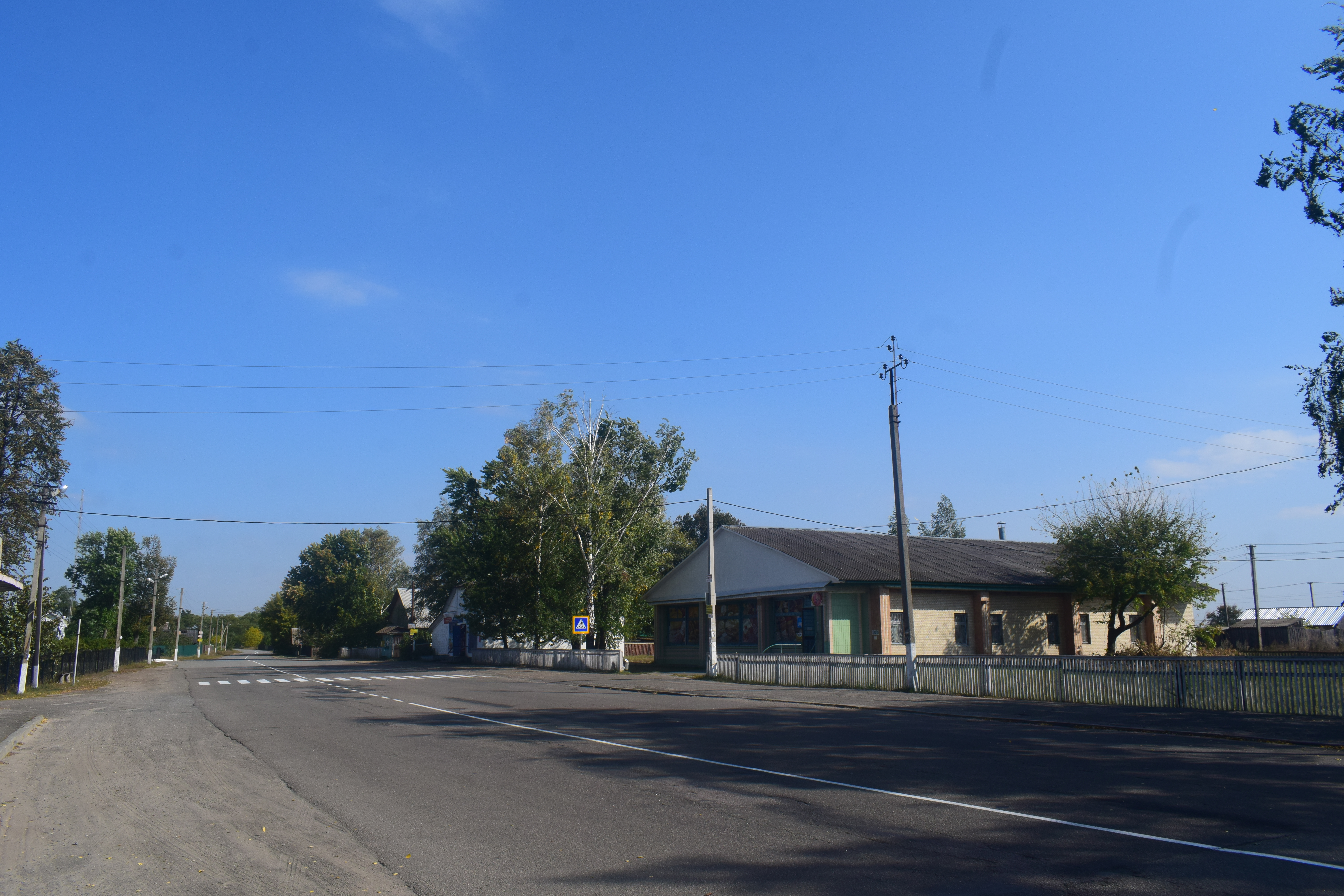
Магазин
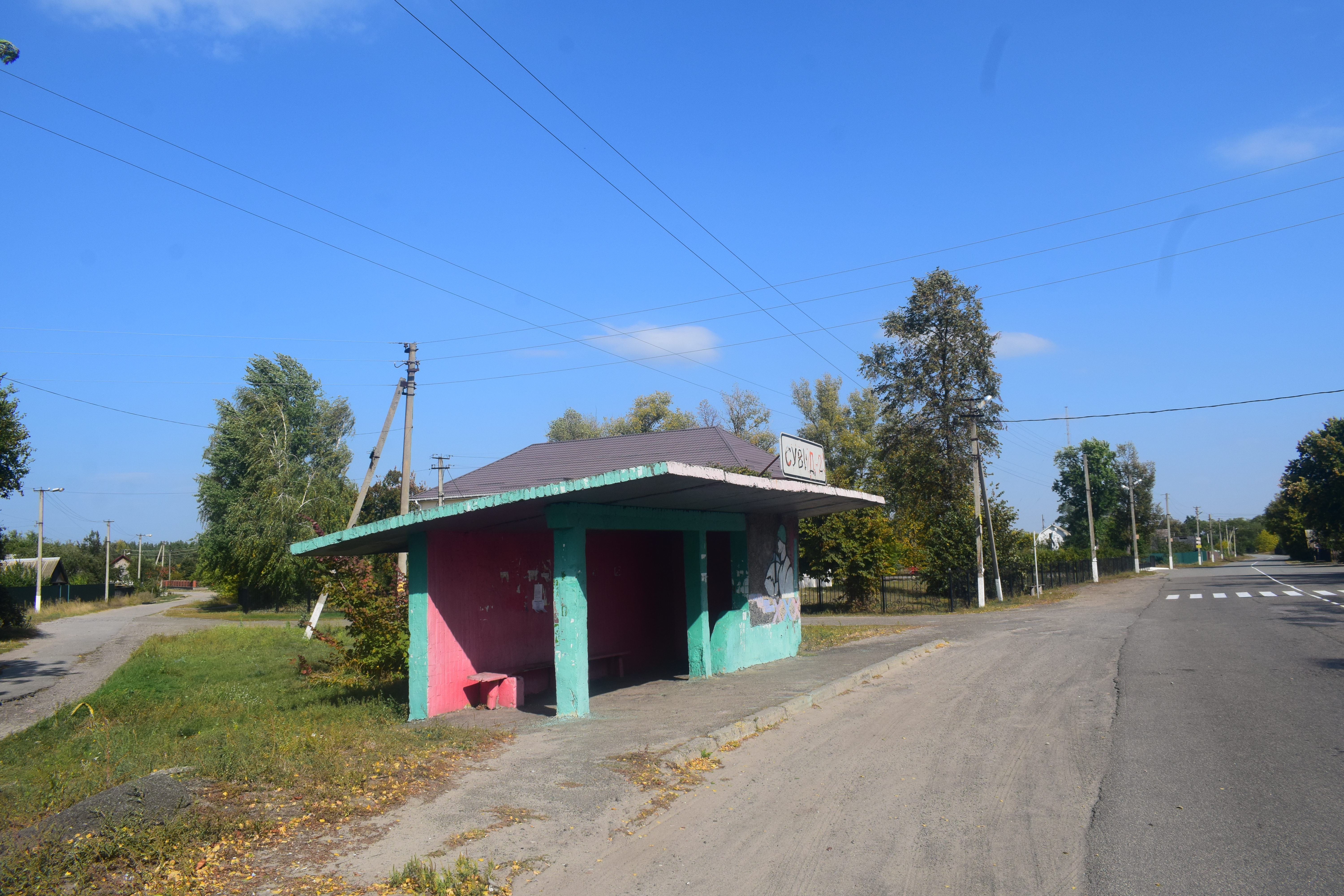
Автобусна зупинка
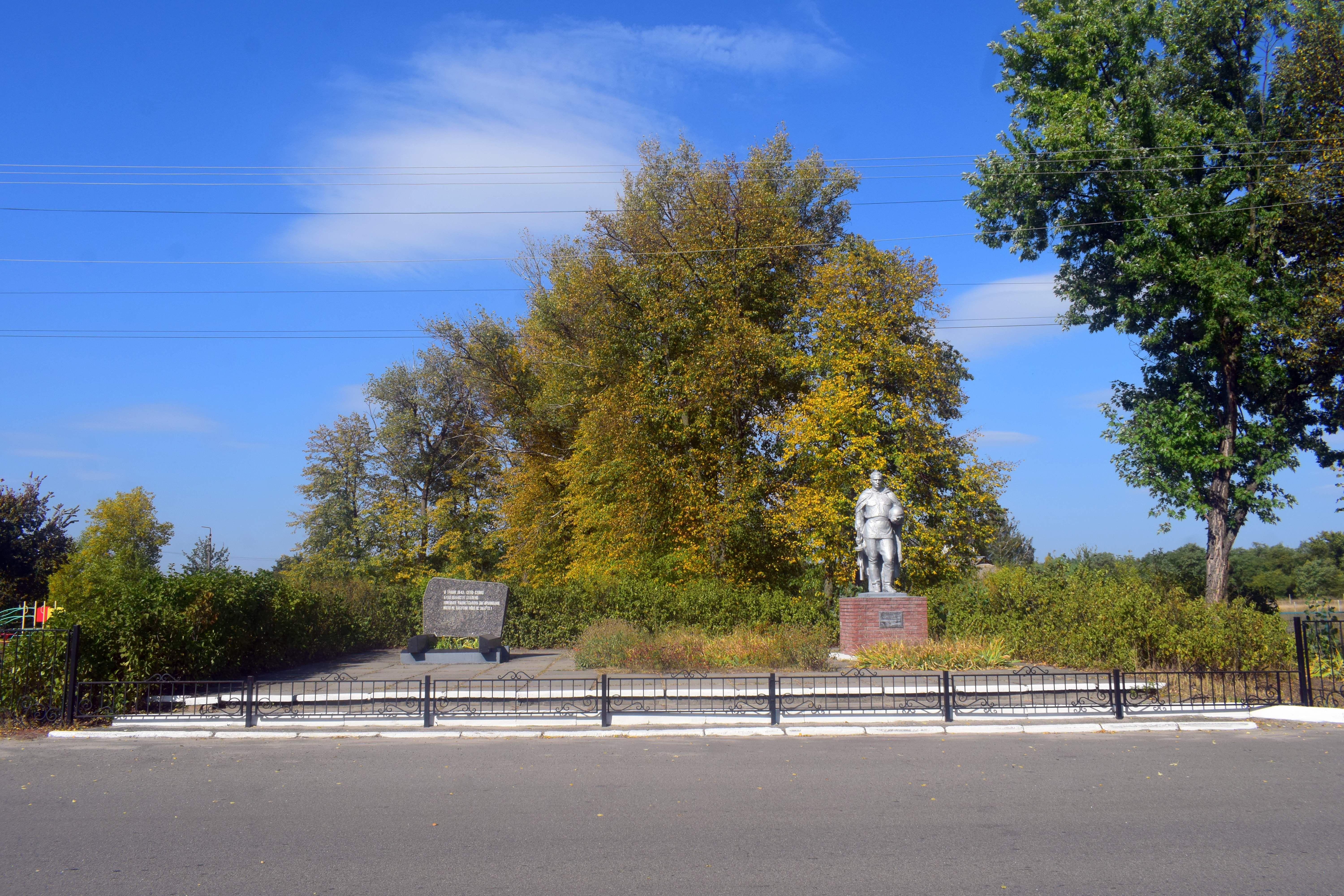
Братська могила в центрі села
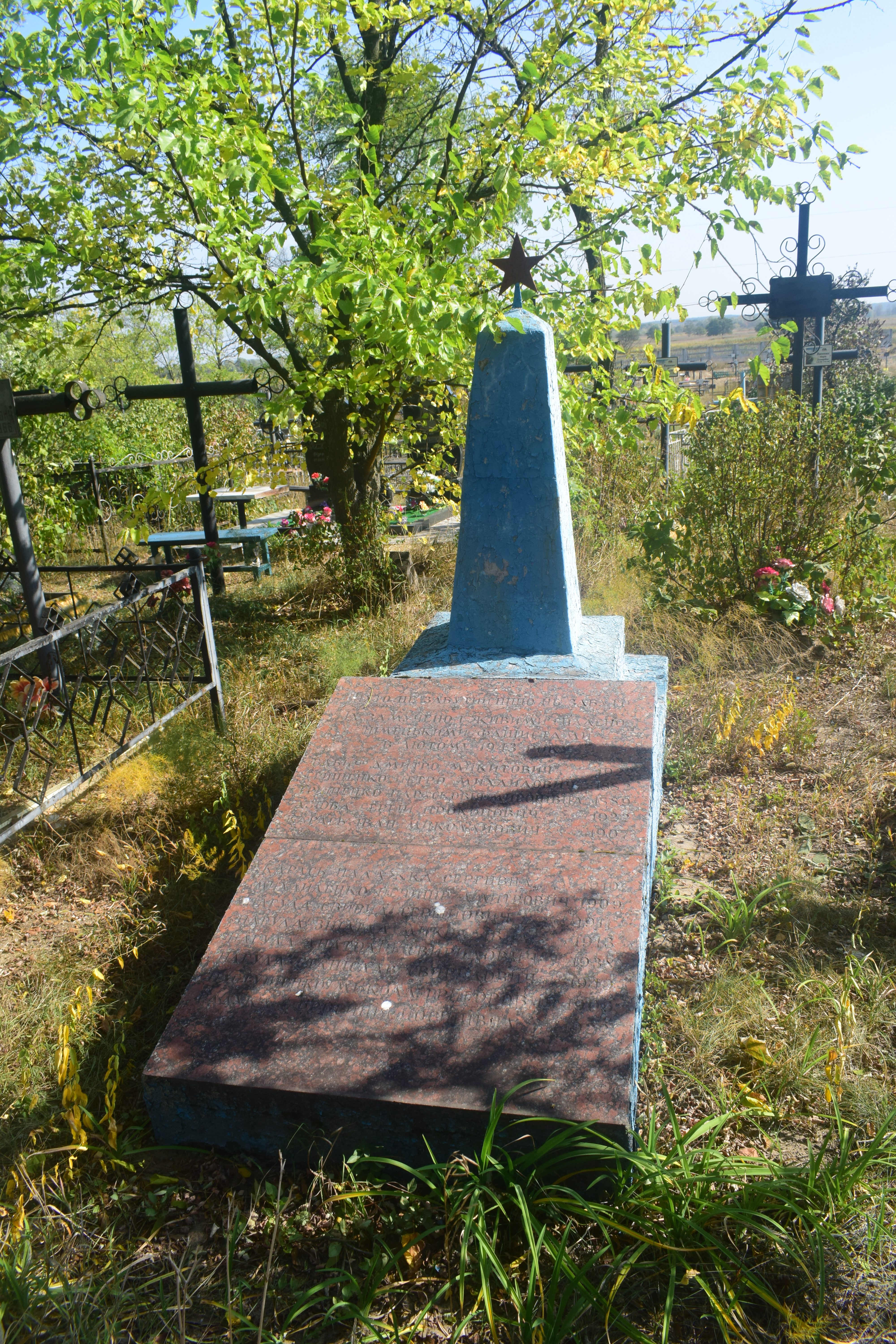
Одна з братських могил на кладовищі